# Keine Ehe ohne Pause

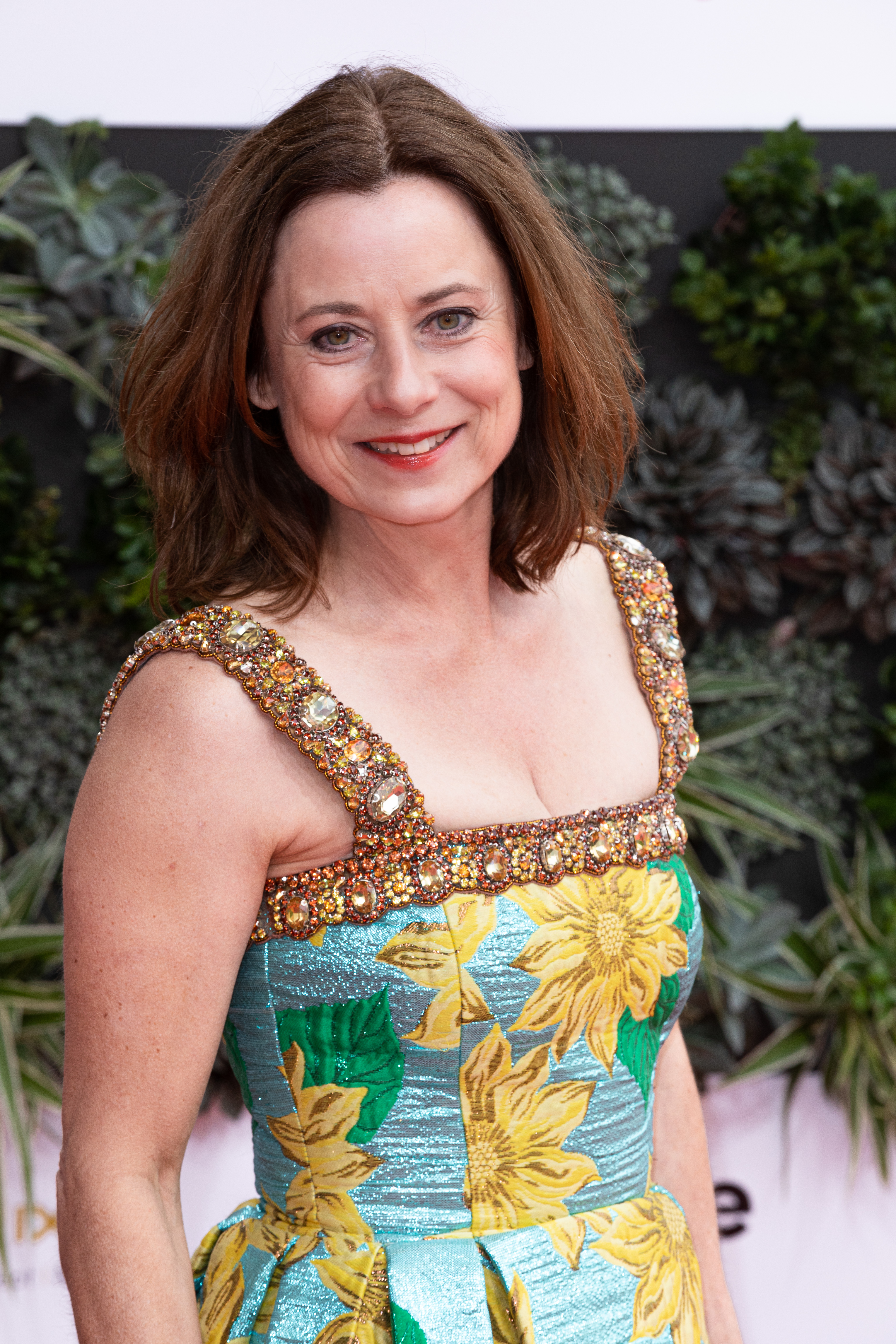
Inka Friedrich spielt Susanne Mangold (Foto von 2019)

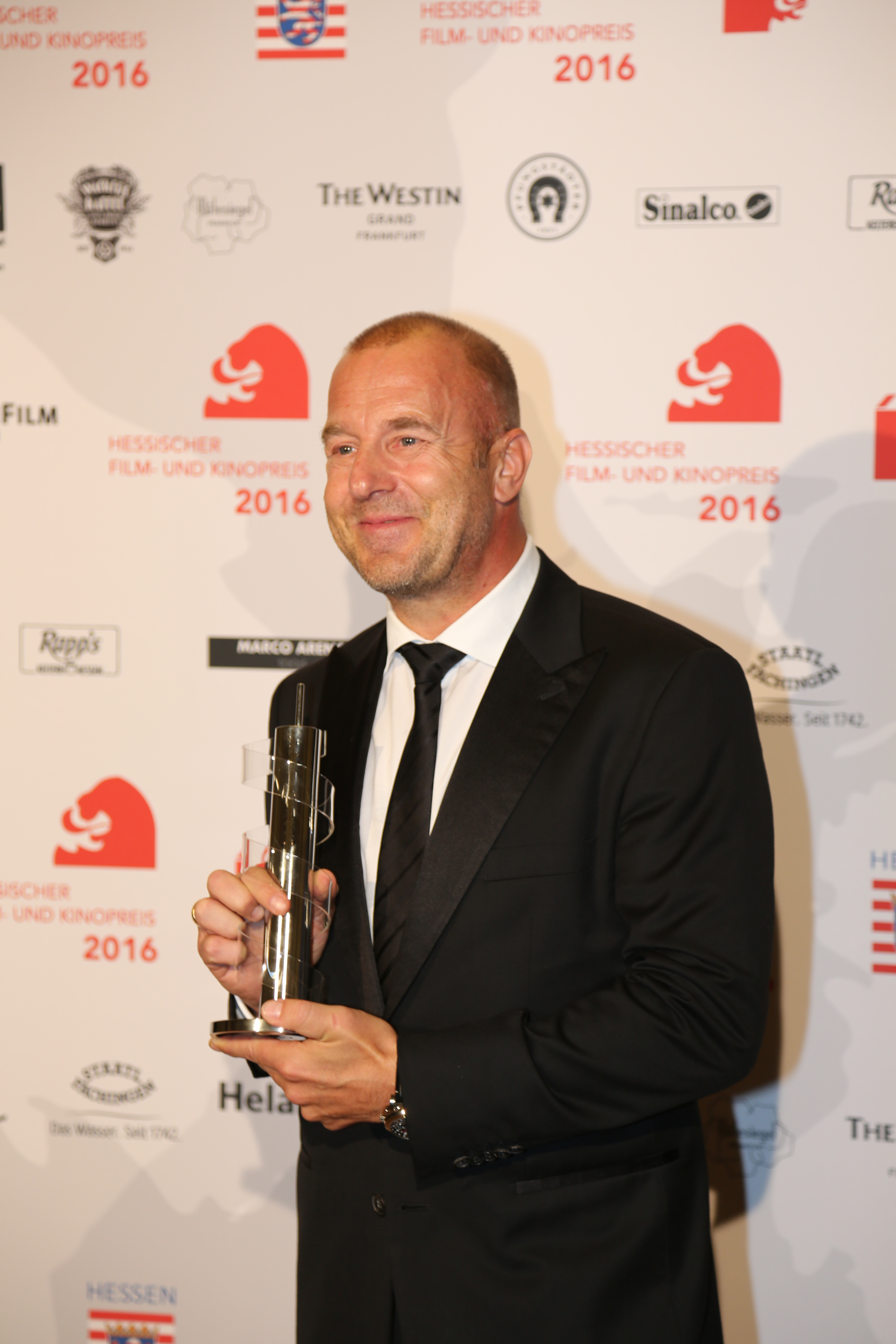
Heino Ferch spielt Max Mangold (Foto von 2016)

Keine Ehe ohne Pause ist eine deutsche Filmkomödie von Patrick Winczewski aus dem Jahr 2016. In den Hauptrollen spielen Inka Friedrich und Heino Ferch ein Ehepaar, das in Anbetracht einer Beziehungskrise eine Pause einlegt. Der Film wurde erstmals am 11. März 2016 im Fernsehprogramm des Ersten ausgestrahlt.

## Handlung
Susanne und Max Mangold sind seit fast 25 Jahren verheiratet, sie haben eine erwachsene Tochter, die Medizin studiert und in Kürze ein Kind erwartet. Susanne ist Juraprofessorin und wurde gerade mit dem Leibniz-Preis ausgezeichnet. Sie erhält eine Gastprofessur in Rostock, in der Nähe ihrer alten Heimat. Max ist ein erfolgreicher Schriftsteller, der unter dem Pseudonym ‚Jana van Hausten‘ seit über zwei Jahrzehnten historische Liebesromane schreibt, wobei ihm die Offenlegung seiner Identität per Vertragsklausel verboten ist.
Die berufliche Verlagerung von Susanne aus Berlin in den Norden gefällt ihm gar nicht, auch weil Susannes alte Jugendliebe Jörn dort lebt. Max lässt sich gehen und besucht angetrunken Susannes Vorlesung, wo er mit seinen Äußerungen unangenehm auffällt. Susanne beschließt daraufhin, dass die beiden eine Pause in ihrer Ehe einlegen sollen – am besten für ein Jahr. Max ist aufgrund einer Schreibblockade wenig produktiv, die neue Situation nimmt ihn merklich mit. Max ist hypochondrisch und hat mit hohem Blutdruck zu kämpfen. Auch stellt er fest, dass sein berufliches Dasein eine einzige Lebenslüge ist und er sich vor seinem Publikum verstecken muss.
Susanne fährt Richtung Rostock, aufgrund eines Wasserschadens kann sie allerdings nicht in ein angemietetes Haus ziehen, sondern muss zunächst in der Pension ihrer Mutter unterkommen. Max, der die Idee der Pause nicht so gut findet, fährt ihr nach und beginnt damit, vor dem Haus zu campen und etwas gegen die Situation zu unternehmen, was der Schwiegermutter ein wenig imponiert. Sie nimmt ihn später in der Pension auf. Max lernt Friseurin Nancy kennen, die all seine Romane gelesen hat und von diesen schwärmt. Ihr offenbart er schließlich auch den wahren Urheber dieser Werke. Sie fühlt sich zunächst ein wenig betrogen, erkennt aber die Beweggründe seiner Beichte. Sie gibt ihm auch eine Kiste mit Perücken und Kleidern, sodass Max als ‚Jana van Hausten‘ schreiben kann. Plötzlich kann er wieder Worte aufs Blatt bringen. Eines Abends kommt es zu einer Schlägerei zwischen dem eifersüchtigen Max und Jörn. Max schreibt Susanne einen Brief, in dem er einiges resümiert und sagt, dass er zu sich finden müsse.
Seinem Verleger gefallen Max’ Neuerungen im neuen Roman nicht wirklich, Max setzt ihn aber unter Druck und möchte endlich eine Lesung abhalten. In Frauenkleid und mit Perücke liest er vor und gibt zu guter Letzt seine Identität preis. In der Aufregung platzt Paulas Fruchtblase, Max und Susanne fahren mit ihr in die Frauenklinik, wo ihr Enkel geboren wird. Susanne ist stolz auf Max, dass er den Schritt an die Öffentlichkeit gewagt hat. Es kommen jetzt auch laufend Angebote von Talkshows, sodass Max’ Verleger ganz verzückt von den Entwicklungen ist. Max und Susanne beginnen, ihre Krise zu überwinden. Auf Paulas Frage, was denn nun mit der Ehepause sei, antwortet Susanne scherzhaft: „Morgen noch 303 Tage“.

## Produktion
Der Film wurde vom 19. Mai 2015 bis zum 19. Juni 2015 in Berlin und Umgebung sowie in Wismar gedreht.
Immer wenn in der Pension von Susannes Mutter Fernsehen geschaut wird, laufen Szenen aus der Polizeiruf-110-Folge Bei Klingelzeichen Mord.

## Rezeption

### Kritiken
Das Lexikon des internationalen Films schreibt, der Film sei eine „(Fernseh-)Komödie mit Anflügen von Midlife-Krise, dessen Melange aus Ernsthaftigkeit und Beschwingtheit dank guter Darsteller trefflich funktioniert“.
Rainer Tittelbach vergibt in seiner Kritik auf tittelbach.tv insgesamt 4,5 von 6 Sternen für den Film. Dieser stecke voller Wahrheiten über den Alltag in Beziehungen, alte Rollenkollisionen würden in ein neues Gewand gesteckt. In erster Linie gehe es in Keine Ehe ohne Pause um die Lebenskrise des Mannes. Heino Ferch würde den depressiven Max würdig spielen. Sein Auftritt in Frauenkleidern, mit dem Gestus der Verzweiflung, sei ein großartiges Bild in den Film. Inka Friedrich würde trotz ihres strengen Blicks nicht zur Buhfrau, da sie mit ihren Vorwürfen eigentlich recht habe und der Mann nicht nur Opfer sei. Nur die Rolle der Friseurin sei nicht ganz schlüssig. Da der Film „auf ein klassisches Happy End verzichtet, stärkt die Glaubwürdigkeit, die sich Ferch & Co von Szene zu Szene erarbeitet haben.“

### Einschaltquoten
Die Erstausstrahlung am 11. März 2016 sahen 3,7 Millionen Zuschauer, was einem Marktanteil von 11,5 % entsprach.